# Lily Sullivan
 (avril 2023).
La mise en forme du texte ne suit pas les recommandations de Wikipédia : il faut le « wikifier ».
Les points d'amélioration suivants sont les cas les plus fréquents. Le détail des points à revoir est peut-être précisé sur la page de discussion.
- Les titres sont pré-formatés par le logiciel. Ils ne sont ni en capitales, ni en gras.
- Le texte ne doit pas être écrit en capitales (les noms de famille non plus), ni en gras, ni en italique, ni en « petit »…
- Le gras n'est utilisé que pour surligner le titre de l'article dans l'introduction, une seule fois.
- L'italique est rarement utilisé : mots en langue étrangère, titres d'œuvres, noms de bateaux, etc.
- Les citations ne sont pas en italique mais en corps de texte normal. Elles sont entourées par des guillemets français : « et ».
- Les listes à puces sont à éviter, des paragraphes rédigés étant largement préférés. Les tableaux sont à réserver à la présentation de données structurées (résultats, etc.).
- Les appels de note de bas de page (petits chiffres en exposant, introduits par l'outil «  Source ») sont à placer entre la fin de phrase et le point final[comme ça].
- Les liens internes (vers d'autres articles de Wikipédia) sont à choisir avec parcimonie. Créez des liens vers des articles approfondissant le sujet. Les termes génériques sans rapport avec le sujet sont à éviter, ainsi que les répétitions de liens vers un même terme.
- Les liens externes sont à placer uniquement dans une section « Liens externes », à la fin de l'article. Ces liens sont à choisir avec parcimonie suivant les règles définies. Si un lien sert de source à l'article, son insertion dans le texte est à faire par les notes de bas de page.
- La présentation des références doit suivre les conventions bibliographiques. Il est recommandé d'utiliser les modèles {{Ouvrage}}, {{Chapitre}}, {{Article}}, {{Lien web}} et/ou {{Bibliographie}}. Le mode d'édition visuel peut mettre en forme automatiquement les références.
- Insérer une infobox (cadre d'informations à droite) n'est pas obligatoire pour parachever la mise en page.

Pour une aide détaillée, merci de consulter Aide:Wikification.
Si vous pensez que ces points ont été résolus, vous pouvez retirer ce bandeau et améliorer la mise en forme d'un autre article.
Lily Sullivan est une actrice d'origine australienne. Elle interprète le rôle de Coral dans le film Mental en 2012 ainsi que le rôle de Miranda dans la série télévisée Pique-nique à Hanging Rock (Picnic At Hanging Rock) en 2018. Elle joue également les rôles principaux dans le thriller de science fiction australien Monolith ainsi que dans le film d'horreur américain Evil Dead Rise en 2023.

## Enfance et éducation
Le père de Lily Sullivan travaille dans l'importation médicale et sa mère est une artiste, qui ont émigré ensemble en Australie depuis le Royaume-Uni avant la naissance de Lily. Lily a grandi dans le Queensland et a fréquenté le John Paul College, puis elle est allée au Calvary Christian College à Logan City, où elle a obtiendra son diplôme en 2011.
Après avoir assisté à la représentation de la pièce de théâtre Un tramway nommé Désir (A Streetcar Named Desire) à Brisbane lorsqu'elle était adolescente, Lily Sullivan se passionne pour le métier d'actrice et prévoit de passer l'audition pour entrer dans une prestigieuse école de théâtre. Cependant, lorsqu'elle était encore au lycée, elle recevra un appel pour un rôle dans un film. Elle auditionnera et remportera le rôle.

## Carrière
Lily Sullivan fait ses débuts au cinéma dans le long métrage Mental de PJ Hogan en 2012, pour lequel elle a auditionné alors qu'elle était encore à l'école. On la retrouve aux côtés de Toni Collette, Liev Schreiber et Anthony LaPaglia. Pour ce rôle, elle remporte le prix du meilleur jeune acteur aux AACTA Awards ainsi qu'une nomination aux Film Critics Circle of Australia Award pour le prix de la meilleure performance d'un jeune acteur.
En 2014, elle apparaît dans le long métrage Galore (2014), diffusé au Festival international du film de Melbourne. Sa performance au Cinéma des Antipodes Saint-Tropez en 2014 est également récompensée par le prix de la meilleure actrice,. Après cela, elle retourne vivre à Melbourne.
En 2015, Lily Sullivan a été finaliste de la bourse Heath Ledger, aux côtés d'Emilie Cocquerel . Toutes deux ont eu l'opportunité de voyager à Los Angeles afin d'accroître leur visibilité sur le marché américain, ainsi qu'une bourse pour assister à des masterclasses à la Screenwise Film and Television School de Sydney.
On la retrouvera également dans la deuxième saison de la série télévisée Rake en 2012, En 2013, elle obtient rôle récurrent dans la série NBC Camp, une émission américaine tournée dans le Queensland. Elle joue également un rôle dans le film Sucker en 2015, aux côtés de Timothy Spall.
En 2018, elle se fait connaître pour le rôle principal de Miranda dans la série Pique-nique à Hanging Rock (Picnic At Hanging Rock) . Dans la même année, elle devient l'égérie de la société australienne de perles Paspaley, où elle apparaitra dans une vidéo publicitaire tournée sur la côte de Kimberley en Australie occidentale.
Lily Sullivan interprète le rôle de Lucy dans le film australien I Met A Girl, sorti sur Netflix en avril 2021.
En 2021, Lily Sullivan participe au film Evil Dead Rise, écrit et réalisé par Lee Cronin, qui sortira au cinéma le 21 avril 2023,.
En 2022, elle tient le rôle principal dans le thriller de science-fiction  Monolith, réalisé par trois cinéastes d'origine sud-australienne : l'écrivain Lucy Campbell, le réalisateur Matt Vesely et la productrice Bettina Hamilton. Tourné dans les collines d'Adélaïde, le film a eu sa première australienne au Festival du film d'Adélaïde le 27 octobre 2022 , et sa première mondiale le 13 mars 2023 au Festival du film SXSW. Les critiques ont d'ailleurs félicités la performance de Lily Sullivan pour ce film,,,.

### Mannequinat
Lily Sullivan a également exercé en tant que mannequin en Australie et ailleurs dans le monde,.
En octobre 2018, l'entreprise perlière australienne Paspaley, a fait appel à Lily Sullivan pour apparaître dans sa nouvelle campagne publicitaire intitulée "Something Real",.

## Filmographie
| Année | Titre          | Rôle             | Remarques                 |
| ----- | -------------- | ---------------- | ------------------------- |
| 2012  | Mental         | Corail Moochmore |                           |
| 2013  | Galore         | Laura            |                           |
| 2015  | Sucker         | Sarah            |                           |
| 2017  | Jungle         | Amie             |                           |
| 2019  | Dark PLace     | Sally            | Segment : "Killer Native" |
| 2021  | I Met a Girl   | Lucy             |                           |
| 2022  | Monolith       | la journaliste   |                           |
| 2023  | Evil Dead Rise | Beth             |                           |
| 2026  | SOULM8TE       |                  |                           |

| Année | Titre                      | Rôle          | Remarques                             |
| ----- | -------------------------- | ------------- | ------------------------------------- |
| 2012  | Rake                       | Michelle      | Épisode: "R contre Wooldridge & Anor" |
| 2013  | Camp                       | Marina Barker | Le rôle principal                     |
| 2018  | Romper Stomper             | Petra         | Le rôle principal                     |
| 2018  | Pique-nique à Hanging Rock | Miranda       | Le rôle principal                     |
| 2020  | Barkskins                  | Delphine      | Le rôle principal                     |

- 2013 : nommé, prix AACTA du meilleur jeune acteur, pour Mental [5]
- 2013 : nommé, Film Critics Circle of Australia Award pour la meilleure performance d'un jeune acteur, pour Mental [5]
- 2013 : Nommé, Equity Ensemble Awards, Performance exceptionnelle d'un ensemble dans une mini-série ou un téléfilm (avec d'autres membres de la distribution), pour Picnic at Hanging Rock
- 2014 : Co-lauréate, Meilleure actrice, Cinéma des Antipodes Saint-Tropez, pour Galore (avec Ashleigh Cummings ) [7],[4]

1. 1 2 3 4 5  Karl Quinn, « Life is suddenly mental for Galore star Lily Sullivan ... in a good way », The Sydney Morning Herald,‎ 20 juin 2014 (lire en ligne, consulté le 17 novembre 2019)
2. 1 2  « Lily Sullivan - Actress », Aje, 25 septembre 2018 (consulté le 30 mai 2022)
3. 1 2 3  « Everything To Know About 'I Met A Girl' Star Lily Sullivan », Elle Australia, 2 avril 2021 (consulté le 30 mai 2022)
4. 1 2 3 4  « Congratulations to Queenslander, Lily Sullivan, named as one of two runners up for 2015 Australians in Film Heath Ledger Scholarship. », Screen Queensland, 2 juin 2015 (consulté le 30 mai 2022)
5. 1 2 3  « Lily Sullivan » [archive du 30 mai 2022], RGM, 16 avril 2019 (consulté le 30 mai 2022)
6. ↑  « Q&A with director Rhys Graham », MIFF Industry (consulté le 25 mai 2022)
7. 1 2  « 2014 edition », Rencontres Internationales du Cinéma des Antipodes (consulté le 25 mai 2022)
8. ↑  Don Groves, « Heath Ledger Scholarship winner named », Intermedia,‎ 2 juin 2015 (lire en ligne [archive du 23 mars 2019], consulté le 25 mai 2016)
9. ↑  « 72andSunny Sydney release first work for Australian pearler Paspaley », AdNews
10. ↑  (en-US) Couch, « 'Evil Dead Rise' Set at New Line, HBO Max », The Hollywood Reporter, 26 mai 2021 (consulté le 26 mai 2021)
11. ↑  Laman, « Evil Dead Rise Director Teases Start of Filming With BTS Photo », CBR, 7 juin 2021 (consulté le 30 mai 2022)
12. ↑  Squires, « 'Evil Dead Rise' Getting a Theatrical Release in April 2023! », Bloody Disgusting, 24 août 2022 (consulté le 24 août 2022)
13. ↑  « Monolith: World Premiere Gala » [archive du 16 juillet 2022], Adelaide Film Festival, 7 juillet 2022 (consulté le 26 août 2022)
14. ↑  « Lily Sullivan sci-fi Monolith now shooting in Adelaide », Cinema Australia, 23 mai 2022 (consulté le 30 mai 2022)
15. ↑  Gorham, « Monolith - Matt Vesely [SXSW '23 Review] », In Review Online, 24 mars 2023 (consulté le 28 mars 2023)
16. ↑  French, « SXSW 2023: 'Monolith' Embraces Minimalistic Sci-Fi », Sunshine State Cineplex, 23 mars 2023 (consulté le 28 mars 2023)
17. ↑  Hughes, « ‘Monolith’ Review: Dir. Matt Vesely [SXSW] », THN, 14 mars 2023 (consulté le 28 mars 2023)
18. ↑  Donato, « Monolith Review: A Ponderous Sci-Fi Podcast Thriller [SXSW 2023] », /Film, 24 mars 2023 (consulté le 28 mars 2023)
19. ↑  « Paspaley changes modern 'Pearl-Ceptions' of women in new campaign via 72andSunny », Campaign Brief, 5 octobre 2018 (consulté le 30 mai 2022)
20. ↑  « Monsoon collection preview », Paspaley, 12 septembre 2018 (consulté le 30 mai 2022)

- « Lily Sullivan » (présentation), sur l'Internet Movie Database